# Mon ninja et moi
Série
Mon ninja et moi 2
(2021)
Pour plus de détails, voir Fiche technique et Distribution.
Mon ninja et moi est un film d'animation danois réalisé par Anders Matthesen et Thorbjørn Christoffersen sorti en 2018.

## Synopsis
Alex reçoit, de son oncle, une poupée ninja en cadeau. Cette poupée n'est pas comme les autres, elle peut bouger et parler. Très vite, elle utilise sa voix dans le but de se faire passer pour Alex et lui attirer des ennuis. Ils passent alors un marché : la poupée aide Alex à devenir populaire et à séduire une camarade de classe tandis qu'Alex promet d'aider la poupée à venger la mort de l'enfant qui l'a conçue dans une usine asiatique.

## Fiche technique
- Titre : Mon ninja et moi
- Titre original : Ternet Ninja
- Réalisation : Anders Matthesen et Thorbjørn Christoffersen
- Scénario : Anders Matthesen
- Animation : Thorbjørn Christoffersen, Troels Christoffersen, Niels Grønlykke
- Montage : Kristian Haskjold
- Musique : Saqib Hassan
- Producteur : Trine Heidegaard et Anders Mastrup
  - Producteur délégué : Cemille Matthesen
- Production : A. Film, Pop Up Productions et Sudoku ApS
- Distribution : Koba Films
- Pays d’origine :  Danemark
- Format : couleur
- Genre : Animation
- Durée : 80 minutes
- Dates de sortie :
  - Danemark : 25 décembre 2018
  - France : 10 juin 2019 (FIFA 2019)

## Distribution

### Voix originales
- Alfred Bjerre Larsen : Ash
- Emma Sehested Høeg : Jessica Eberfrø
- Ava Connolly : Sirena
- Anders Matthesen : tous les autres rôles

### Voix françaises
- Aloïs Agaësse-Mahieu : Alex
- Stéphane Ronchewski : le ninja
- Adeline Chetail : Jessica
- Thierry Jahn : John
- Damien Le Délézir : Glenn (et interprétation des chansons).
- Martial Le Minoux : Stewart
- Marie Chevalot : Sirena
- Thomas Sagols : Sean

## Accueil

### Critique
En France, le site Allociné recense une moyenne des critiques presse de 3,7⁄5.
Laurent Cambon, sur le site aVoir-aLire.com, estime que « parmi l’offre immense de films d’animation sur les écrans, ce long-métrage détonne par son impertinence, sa provocation. Pour les enfants, certes, mais pas seulement. ».
Pour Stéphane Dreyfus du quotidien La Croix, « Mon ninja et moi ne brille ni par son animation ni par son bon goût, mais se révèle très efficace et plus nuancé qu’il en a l’air. ».